# Kačenky
Kačenky este o arie protejată (arie specială de conservare — SAC, sit de importanță comunitară — SCI) din Slovacia întinsă pe o suprafață de 281,41 ha, integral pe uscat.

## Localizare
Centrul sitului Kačenky este situat la coordonatele 48°36′58″N 16°57′01″E / 48.616111°N 16.950278°E.

## Înființare
Situl Kačenky a fost declarat sit de importanță comunitară în aprilie 2004 pentru a proteja 62 de specii de animale. Situl a fost protejat și ca arie specială de conservare în martie 2004.

## Biodiversitate
Situată în ecoregiunea panonică, aria protejată conține 4 habitate naturale: Râuri cu maluri nămoloase cu vegetație de Chenopodion rubri p.p. și Bidention p.p., Păduri mixte riverane de Quercus robur, Ulmus laevis și Ulmus minor, Fraxinus excelsior sau Fraxinus angustifolia, de-a lungul marilor râuri (Ulmenion minoris), Lacuri eutrofice naturale cu vegetație de tip Magnopotamion sau Hydrocharition, Fânețe de joasă altitudine (Alopecurus pratensis, Sanguisorba officinalis).
La baza desemnării sitului se află mai multe specii protejate:
- păsări (45): rață sulițar (Anas acuta), rață lingurar (Anas clypeata), rață pitică (Anas crecca), rață fluierătoare (Anas penelope), rață pestriță (Anas strepera), gârliță mare (Anser albifrons), gâscă cenușie (Anser anser), gâscă de semănătură (Anser fabalis), rață-cu-cap-castaniu (Aythya ferina), rața moțată (Aythya fuligula), rață roșie (Aythya nyroca), Bucephala clangula, șorecar încălțat (Buteo lagopus), fugaci de țărm (Calidris alpina), înăriță (Carduelis flammea), erete vânăt (Circus cyaneus), cioară de semănătură (Corvus frugilegus), Corvus monedula, lebădă de vară (Cygnus olor), egretă albă (Egretta alba), egretă mică (Egretta garzetta), presură de stuf (Emberiza schoeniclus), lișiță (Fulica atra), pescăruș râzător (Larus ridibundus), sitar de mâl (Limosa limosa), Locustella naevia, rață catifelată (Melanitta fusca), ferestraș mic (Mergus albellus), ferestrașul mare (Mergus merganser), Mergus serrator, codobatura galbenă (Motacilla flava), rață cu ciuf (Netta rufina), culic mare (Numenius arquata), stârc de noapte (Nycticorax nycticorax), dropie (Otis tarda), ciuf-pitic (Otus scops), lopătar (Platalea leucorodia), corcodel mare (Podiceps cristatus), corcodel-cu-gât-negru (Podiceps nigricollis), mărăcinar negru (Saxicola torquatus), corcodel mic (Tachybaptus ruficollis), călifar roșu (Tadorna ferruginea), fluierar negru (Tringa erythropus), fluierarul de zăvoi (Tringa ochropus), fluierarul cu picioare roșii (Tringa totanus)
- amfibieni (2): buhai de baltă cu burta roșie (Bombina bombina), triton cu creastă dobrogean (Triturus dobrogicus)
- mamifere (2): liliac cârn (Barbastella barbastellus), castor (Castor fiber)
- nevertebrate (6): Anisus vorticulus, croitorul mare al stejarului (Cerambyx cerdo), Cucujus cinnaberinus, rădașcă (Lucanus cervus), Ophiogomphus cecilia, Unio crassus
- pești (7): avat (Aspius aspius), zvârluga (Cobitis taenia), Gymnocephalus baloni, răspăr (Gymnocephalus schraetzer), boarță (Rhodeus sericeus amarus), Romanogobio albipinnatus, pietrar (Zingel zingel)

Pe lângă speciile protejate, pe teritoriul sitului au mai fost identificate 13 specii de plante, 7 specii de amfibieni, 9 specii de mamifere, 22 de specii de nevertebrate, 6 specii de pești, 2 specii de reptile.